# Gabon Nouveau
[à développer]

Le Gabon Nouveau (GN) est un parti politique gabonais fondé en octobre 2019 et dirigé par Mike Jocktane,,.